# Recettori ormonali
Per recettori ormonali si intendono alcuni recettori, presenti sulle membrane cellulari, specifici per determinati ormoni e capaci di legarsi a essi. Tale specificità rende una determinata cellula bersaglio (target) di un determinato ormone tra i tanti che sono costantemente immessi in circolazione dalle ghiandole endocrine.
Sono distinguibili, tra i recettori:
- RECETTORI CELLULARI DI SUPERFICIE (esempio, per ormoni come: GH, Insulina, Adrenalina) in seguito all'interazione con ormoni si producono secondi messaggeri (AMPciclico, Calcio 2+) che regolano l'espressione genica, le funzioni metaboliche la sopravvivenza delle cellule;
- RECETTORI INTRACELLULARI (esempio, per ormoni come Tiroxina o per ormoni steroidei) citoplasmatici e nucleari. I complessi ormone-recettore si legano a sequenze del DNA e ne regolano l'espressione genica;

Nella struttura del recettore osserviamo il DOMINIO, regione in grado di riconoscere e legare l'ormone e una REGIONE deputata alla generazione di un segnale intracellulare che traduce il messaggio ormonale in risposte funzionali della cellula bersaglio.
In alcune patologie neoplastiche per le quali è riconosciuta un'endocrino-dipendenza, lo studio dei recettori ormonali presenti nelle cellule tumorali costituisce un elemento utile nello stabilire idonee endocrino-terapie. È il caso del cancro della mammella, malattia nella cui patogenesi è chiaro il rapporto con alcuni ormoni quali gli estrogeni e il progesterone.
Alla fine dell'Ottocento fu notato che l'asportazione delle ovaie (con conseguente soppressione dell'attività endocrina) migliorava la prognosi delle pazienti operate per carcinoma mammario. Oggi sappiamo che almeno un terzo di queste neoplasie è estrogeno dipendente, nel senso che le cellule tumorali hanno bisogno di questo specifico ormone per proliferare. Pertanto in questi casi appare razionale ricorrere a una terapia endocrina che può essere unica o più spesso adiuvante ossia associata ad altre quali la chemioterapia o la terapia chirurgica.
L'ormono-dipendenza viene stabilita cercando la presenza di specifici recettori ormonali nelle cellule tumorali asportate. Nel caso vengano individuati dei recettori specifici per gli estrogeni (ER) è utile che le restanti cellule target vengano private di queste sostanze.
Ciò si ottiene fondamentalmente in due modi:
- nel caso in cui gli estrogeni vengono prodotti normalmente (ad esempio dalle ovaie nella donna in pre-menopausa), si impedisce alle cellule di utilizzarli inibendone i recettori specifici. Ciò si ottiene con la somministrazione di antiestrogeni come il Tamoxifene.
- nel caso in cui gli estrogeni vengono prodotti da altri organi (come nel caso delle donne in post-menopausa in cui l'attività ovarica è ridotta) bloccandone direttamente la produzione. Si adoperano sostanze come l'Anastrozolo che inibisce la produzione di estrogeni bloccando un enzima, l'aromatasi, responsabile della trasformazione, nelle donne in menopausa, degli androgeni in estrogeni.

In questi anni sono stati attivati molti studi per cercare di capire quale delle due terapie sia la migliore, nel senso che migliori la prognosi e riduca le recidive senza presentare contemporaneamente alta incidenza di effetti collaterali anche piuttosto gravi.